# Víctor Anchante
Víctor Raúl Anchante Licht (Lima, 26 de agosto de 1979) es un exfutbolista peruano. Se desempeñaba como defensa central izquierdo.

## Trayectoria
Empezó su carrera en las filiales del Sporting Cristal en el año 1997. Fue cedido al Sport Agustino y al año siguiente al Sporting Cristal B. Luego de este paso por la segunda división profesional es promovido al plantel de primera profesional   del Sporting Cristal donde hizo su debut en el año 2000. En 2002 se fue al Coopsol Trujillo, equipo con el que descendió ese mismo año. Por ello, en 2003 jugó la Segunda División, aunque al finalizar el torneo logró el campeonato. Al año siguiente pasó a la Universidad San Martín. 
En 2005 fue transferido al Coronel Bolognesi donde estuvo dos años. En 2007 regresó a Sporting Cristal, renovó contrato por tres temporadas. En agosto de 2010 firmó contrato con Sport Boys del Callao. En agosto de 2011 firmó contrato con Garcilaso del Cusco año que este Club llega  a la primera división. En agosto de 2012 firmó contrato con Cobresol de Moquegua. 
En 2014 jugó en el Comerciantes Unidos de Cutervo donde se retiró.

## Clubes
| Club                   | País | Año         |
| ---------------------- | ---- | ----------- |
| Sport Agustino         | Perú | 1996 - 1998 |
| Sporting Cristal B     | Perú | 1999 - 2000 |
| Sporting Cristal       | Perú | 2000 - 2001 |
| Coopsol Trujillo       | Perú | 2002        |
| Sport Coopsol          | Perú | 2003        |
| Universidad San Martín | Perú | 2004        |
| Coronel Bolognesi      | Perú | 2005 - 2006 |
| Sporting Cristal       | Perú | 2007 - 2009 |
| Sport Boys             | Perú | 2010        |
| Real Garcilaso         | Perú | 2011        |
| Cobresol               | Perú | 2012        |
| Comerciantes Unidos    | Perú | 2014        |

## Palmarés

### Campeonatos nacionales
| Título                    | Club          | País | Año  |
| ------------------------- | ------------- | ---- | ---- |
| Segunda División del Perú | Sport Coopsol | Perú | 2003 |